# Metropolregion Deltona–Daytona Beach–Ormond Beach
Die Metropolregion Deltona–Daytona Beach–Ormond Beach (engl.: Deltona–Daytona Beach–Ormond Beach, FL Metropolitan Statistical Area) ist eine Metropolregion an der Ostküste des US-Bundesstaates Florida. Sie stellt eine durch das Office of Management and Budget definierte Metropolitan Statistical Area (MSA) dar und umfasst die Countys Flagler und Volusia. Die größten Städte des Verdichtungsgebietes sind Deltona, Daytona Beach und Ormond Beach. 
Zum Zeitpunkt der Volkszählung von 2020 hatte das Gebiet 668.921 Einwohner.
Des Weiteren wird die Region zusammen mit der MSA Greater Orlando zur CSA Orlando–Deltona–Daytona Beach zusammengefasst, die zusätzlich die Countys Lake, Orange, Osceola, Seminole und Sumter miteinbezieht. Sie zählte 2020 insgesamt 3.472.049 Einwohner.

## Einzelnachweise

Lage der MSA innerhalb der CSA